# Джесика Кох
Джесика Кох (на немски: Jessica Koch) е германска писателка на произведения в жанра любовен роман, мемоари и социална драма.

## Биография и творчество
Джесика Кох е родена през 1982 г. в Лудвигсбург, Германия. Израства в малко село. Започва да пише кратки разкази още като ученичка в гимназията, но нищо не публикува. През есента на 1999 г., в началото на следването си по техническо чертане в Архитектурния факултет, се запознава с Дани, който има двойно германско-американско гражданство. С него изживява дълбока емоционална връзка, съпроводена с много трудности и усложнения, която я бележи за цял живот.
След раздялата си с него, през 2003 г. пише разказ за връзката си, за да освободи душата си от емоционалния товар. Предлага ръкописа на две издателства и получава положителен отговор, но се отказва, изгаряйки и голяма част от запазените общи снимки.
Няколко години по-късно се омъжва и има син. През 2010 г. се преместват в Хайлброн. Един ден споделя със съпруга си за непуликувания ръкопис и той я насърчава да го развие в роман, а в впоследствие да го предложи за публикуване.
Първият ѝ роман „Толкова близо до хоризонта“ от поредицата „Дани“ е издаден през 2016 г. Той е силно емоционална история за живот, изживян някъде между надеждата и страха, между оптимизма и отчаянието, описана със сурова честност. Романът става бестселър и я прави известна. През 2019 г. романът е екранизиран в едноименния филм с участието на Луна Ведлер и Яник Шуман. Продълженията му „Толкова близо до бездната“ и „Толкова близо до океана“ също са бестселъри в Германия.
След успеха на поредицата тя се посвещава на писателската си кариера. Романът ѝ „Крайността на момента“ от 2017 г. е история за героиня, която има двама приятели и е поставена пред труден избор, а романът ѝ „Когато морето свети“ от 2018 г. разглежда тема табу и показва вредите, които човешкото поведение може да причини.
Джесика Кох живее със семейството си в Хайлброн.

## Произведения

### Самостоятелни романи
- Die Endlichkeit des Augenblicks (2017)[1]
- Wenn das Meer leuchtet (2018)
- Denn Geister vergessen nie (2020)

### Поредица „Дани“ (Danny)
1. Dem Horizont so nah (2016)[1][3]
Толкова близо до хоризонта, изд.: „Емас“, София (2017), прев. Ваня Пенева
2. Dem Abgrund so nah (2016)
3. Dem Ozean so nah (2016)

### Екранизации
- 2019 Dem Horizont so nah